# Тартус

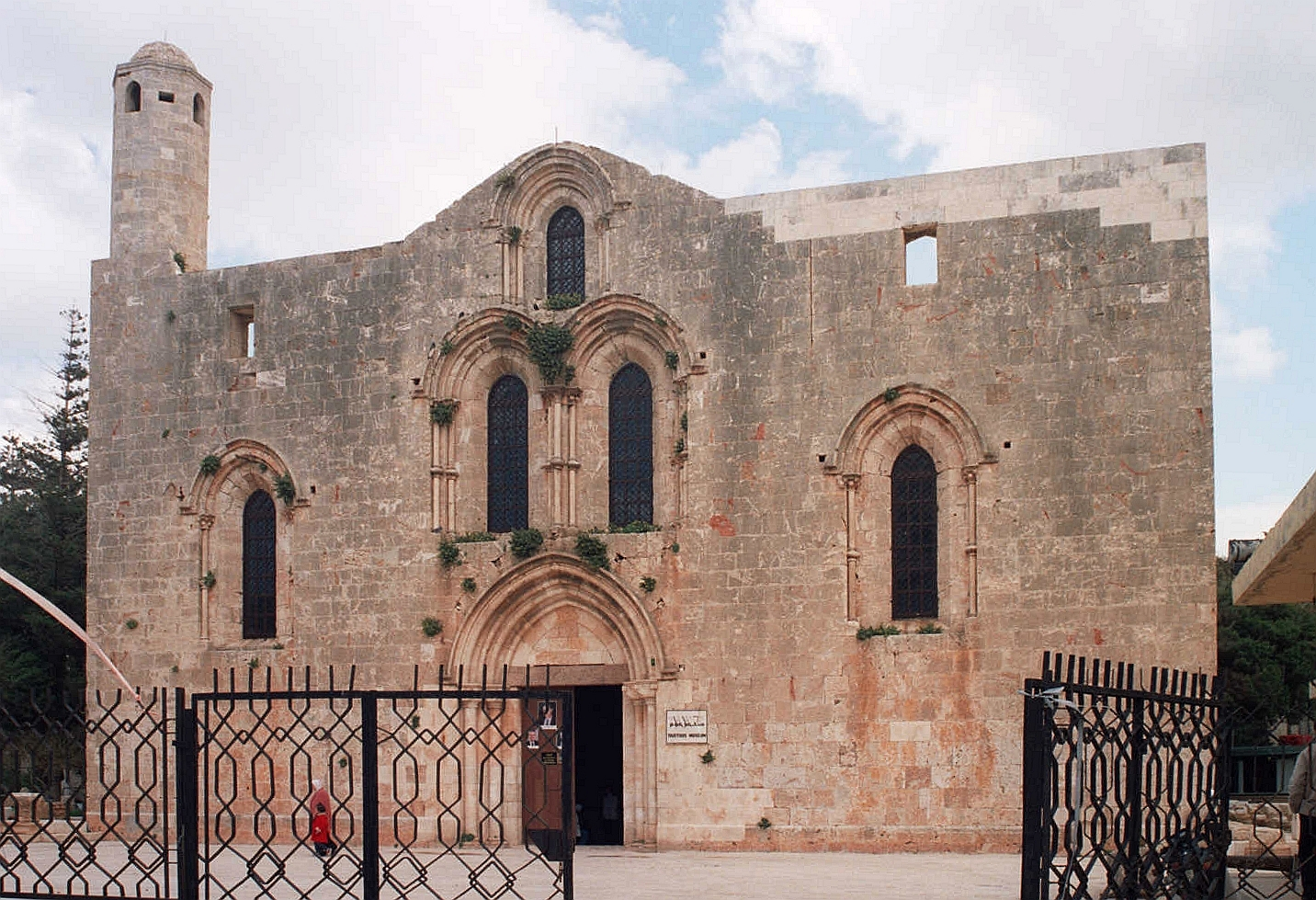
Церковь Богоматери Тартусской

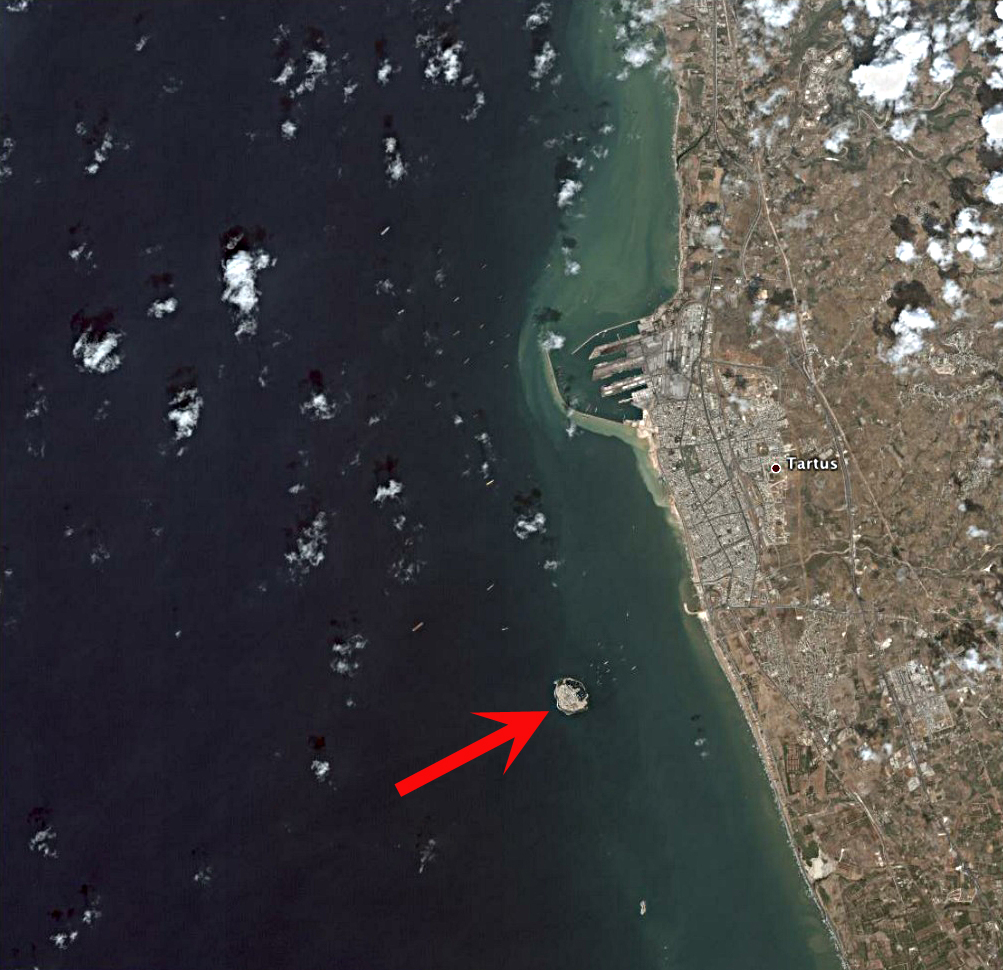
Тартус из космоса. Стрелкой указан остров Арвад

Тарту́с (араб. ‎طرطوس) — второй по величине портовый город в Сирии после Латакии, административный центр мухафазы Тартус.
На латыни город назывался Антарадус (Antaradus), крестоносцы его называли Антартус (Antartus) или Тортоса (Tortosa).

## Физико-географическая характеристика
Тартус расположен в 220 км на северо-запад от Дамаска и менее чем в часе езды к югу от Латакии. Расстояние до границы с Ливаном — 25 км. В порту Тартуса располагалась советская, а в настоящий момент находится российская военно-морская база в Сирии.

### Климат
Климат в Тартусе — субтропический, средиземноморский. Температура воздуха летом 30-35 °C, зимой температура может опускаться до 5-10 °C, а иногда — до нуля. Среднегодовое количество осадков — 1000 мм.

## История
Со времен финикийцев в Тартусе сохранилось совсем немного развалин — в те времена намного более крупным и важным было соседнее поселение на Арваде — единственном острове на Средиземном море, принадлежащем Сирии.
Город находился в чести у императора Константина из-за того, что население Тартуса поклонялось Деве Марии. Считается, что первая часовня в её честь была построена в Тартусе в III веке. Через два столетия землетрясение разрушило часовню, но чудесно уцелел алтарь. Церковь Богоматери Тартусской была построена в честь этого события крестоносцами в 1123. В этой церкви и хранится древний алтарь, посмотреть на который приходят паломники со всего света. После отвоевания мусульманами города, церковь использовалась как мечеть, а в османский период — как казармы. При французском правлении здание было отреставрировано и сейчас там музей.
Одно время Тартус находился под контролем тамплиеров, которые усовершенствовали оборонительные сооружения в городе и на острове Арвад. Саладин отвоевал окрестности города у тамплиеров в 1188, а сами тамплиеры наглухо закрылись в городе. Тем не менее, Тартус оставался под контролем тамплиеров до 1291, когда они бежали на Арвад, где ещё остались на 10 лет. Одна из крепостей крестоносцев, Маркаб, расположена вблизи соседнего прибрежного города Банияс, она до сих пор в очень хорошем состоянии.
Исторический центр Тартуса состоит из более современных зданий, построенных на стенах и внутри стен крепости времен крестоносцев, ров от которой до сих пор разделяет старый город от нового. Внутри крепости сохранилось несколько исторических памятников.

## Российский пункт материально-технического обеспечения ВМФ РФ
В Тартусе располагается единственный за пределами бывшего СССР российский пункт материально‑технического обеспечения ВМФ РФ, в котором могут обслуживаться российские боевые корабли в Средиземном море. Пункт материально-технического обеспечения ВМФ СССР в Тартусе существовал с 1971 года. Он создавался для обеспечения действий флота в Средиземном море — ремонта кораблей, снабжения их топливом и расходными материалами. После свёртывания военного сотрудничества СССР с Египтом роль Тартуса в планах советского ВМФ стала возрастать, в 1977 году в него была перебазирована из Александрии 54-я оперативная бригада вспомогательных судов. Сирия не согласилась на создание в Тартусе военно-морской базы СССР, но объекты пункта и его возможности после 1983 года значительно возросли, а на рядом расположенный аэродром Тифор перебазировался 30-й разведывательный авиационный полк ВВС Черноморского флота.
С 2012 года Тартус стал использоваться как главный пункт приёма военных грузов, поставляемых Россией правительству САР. С 2015 года через него также ведётся основное снабжение Российской военной группировки в Сирии. В 2017 году был подписан договор о расширении территории пункта материально-технического обеспечения ВМФ России в Тартусе, о строительстве на его территории новых объектов и о передаче его в безвозмездное пользование России на 49 лет.
Пункт материально‑технического обеспечения в Тартусе состоит из плавучих причалов ПМ‑61М, плавмастерской (сменяется каждые шесть месяцев), хранилищ, казармы и различных хозяйственных объектов. Объект обслуживают 50 российских военных моряков.
На сентябрь 2015 года объект обслуживают около 1700 специалистов и моряков. В октябре 2016 года Министерством обороны России было принято решение создать в сирийском Тартусе постоянную военно-морскую базу. Соответствующие документы подготовлены в октябре 2016 года. 29 декабря 2017 года Президент России Владимир Путин подписал Федеральный закон «О ратификации Соглашения между Российской Федерацией и Сирийской Арабской Республикой о расширении территории пункта материально-технического обеспечения Военно-Морского Флота Российской Федерации в районе порта Тартус и заходах военных кораблей Российской Федерации в территориальное море, внутренние воды и порты Сирийской Арабской Республики».
13-14 декабря 2018 года состоялось очередное заседание межправительственной комиссии в рамках сотрудничества России и Сирии в военной и военно-технической области. В ходе заседания в дорожную карту соглашения о промышленном и торговом сотрудничестве двух стран вошло 30 проектов. Среди них — строительство аэропорта в Тартусе. В апреле 2019 года вице-премьер Юрий Борисов сообщил, что морской порт Тартус будет арендован Россией на 49 лет для транспортно-экономического использования. Новое Переходное правительство Сирии, установившееся в Сирии 9 декабря 2024 года, в январе 2025 года решило расторгнуть договор с компанией «Стройтрансгаз» об управлении портом Тартус.

## Промышленность
В Тартусе находится цементный завод мощностью выпуска 6,5 тысяч тонн цемента в сутки.
Также в этом городе есть студия звукозаписи и тиража King Recording, которая ранее находилась в Алеппо и была вынуждена переехать оттуда из-за войны.